# Flettner Fl 282
El Flettner Fl 282 Kolibri ("Colibrí") va ser un helicòpter monoplaça de rotors entrellaçats produït per Flettner Flugzeugbau durant la Segona Guerra Mundial.

## Disseny i desenvolupament

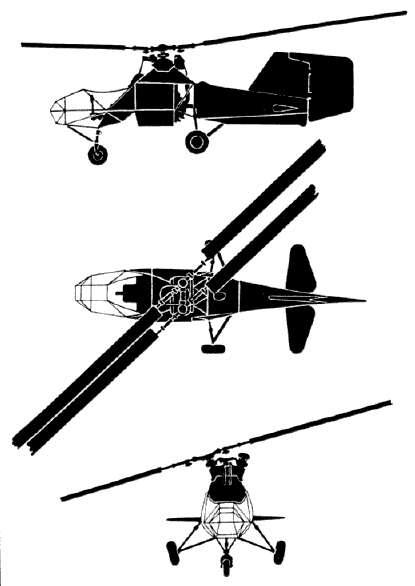
Flettner Fl 282 Kolibrí

El Fl 282 Kolibri va ser una versió millorada del Flettner Fl 265 anunciada el juliol de 1940, que va ser pionera en la mateixa configuració dels rotors entrellaçats que feia servir el Kolibri. Tenia un motor radial de set cilindres Siemens-Halske Sh 14 de 160 CV muntat al centre del fuselatge, amb una transmissió muntada a la part frontal del motor des de la qual un eix motriu passava a una caixa de canvis superior que després dividia la potència en un parell d'eixos de rotació oposats per moure els rotors. Aquesta innovadora disposició central donava al pilot una gran visibilitat. El fuselatge estava constituït per una estructura tubular d'acer recoberta de tela envernissada i un tren d'aterratge en disposició de tricicle.
La Kriegsmarine va quedar impressionada amb el Kolibri i va voler avaluar-lo, ordenant uns 15 exemplars inicials, als que van seguir 30 models de producció. Les proves de vol dels dos primers prototips es van dur a terme fins al 1941, incloent-hi repetits enlairaments i aterratges des d'una plataforma instal·lada al creuer alemany Köln.
Els dos primers prototips de la sèrie "A" portaven cabines tancades; tots els exemples posteriors tenien cabines oberts i es van designar com a sèrie "B". En cas de fallada del motor, el canvi de l'helicòpter a l'autorotació era automàtic.

## Ús operacional
Les funcions previstes de Fl 282 incloïen el transbordament entre vaixells i el reconeixement. No obstant això, a mesura que avançava la guerra, la Luftwaffe va començar a considerar la conversió del Fl 282 per a l'ús al camp de batalla. Fins a aquest moment, l'aeronau era monoplaça, però aleshores es va afegir una posició per a un observador a la part posterior, resultant en la versió B-2. Posteriorment, el B-2 va demostrar ser una aeronau útil per els observadors d'artilleria i es va crear una unitat d'observació que es va constituir en tres helicòpters Fl 282 i tres Focke-Achgelis Fa 223.
Les seves qualitats de vol fins i tot en mal temps va fer que el Reichsluftfahrtministerium emetés un contracte a BMW per produir 1.000 unitats el 1944. No obstant això, la planta de Múnic de la companyia va ser destruïda pels atacs de bombardeigs aliats després de produir només 24 màquines.
Cap al final de la Segona Guerra Mundial la majoria dels Fl 282 supervivents van ser estacionats a Rangsdorf, en el seu paper d'observadors d'artilleria, però gradualment van ser víctimes dels caces soviètics i el foc antiaeri. Els soviètics, finalment, van capturar el darrer que quedava operatiu a Rangsdorf. Dues aeronaus, que havien estat assignades al Transportstaffel 40 (TS/40), l'única esquadrilla d'helicòpters operacional de la Luftwaffe situada a Mühldorf, Baviera, van ser capturades per les forces dels Estats Units.